# تان سيتشين
تان سيتشين (بالصينية: 谭思欣) هي لاعبة جمباز فني صينية ولدت في يوم 10 يناير 1995 في مدينة جيانغمن في الصين. أبرز إنجازاتها هو فوزها بالميدالية البرونزية في بطولة العالم 2011.